# Hydrellia scarpai
Hydrellia scarpai är en tvåvingeart som beskrevs av Canzoneri och Vienna 1987. Hydrellia scarpai ingår i släktet Hydrellia och familjen vattenflugor.
Artens utbredningsområde är Italien. Inga underarter finns listade i Catalogue of Life.